# Nacha Sánchez
Nacha María Sánchez Sánchez (Madrid, 11 de agosto de 1962), conocida como Nacha Sánchez, es una mujer trans española que trabajó en la prostitución y la interpretación, conocida por su participación en el documental de 1983 Vestida de azul.

## Vida y carrera
Nacha creció en el barrio madrileño de Embajadores y abandonó su casa a la edad de 13 años debido a su identidad de género, viéndose obligada a recurrir a la prostitución. Poco tiempo después fue acogida por Laura Frenchkiss y Tania Navarro. Su hermana Tatiana Sánchez, al igual que ella, es una mujer trans.
Estuvo trabajando un tiempo como secretaria en una compañía aseguradora. En 1983 fue una de las seis protagonistas del documental Vestida de azul, pionero en mostrar la realidad de las personas trans en España. Tras su aparición en el documental tuvo pequeños papeles como actriz en Alma de mujer y Página de sucesos.
En 2023 volvió a la actuación para un papel en la serie web de Atresmedia Vestidas de azul, serie basada en el libro de Valeria Vegas del mismo nombre, y que narra las vidas de Nacha y las demás protagonistas del documental original.En 2025 participó en la presentación en la Berlinale de la edición restaurada de Vestida de azul como la única superviviente del reparto original.
Ha colaborado como entrevistada en los libros Crónicas Transexuales de David de la Torre y Memoria Diversa de Eva Mejuto, este último premiado con el Premio Follas Novas del libro gallego.

## Homenajes
Nacha fue una de las homenajeadas en la exposición Unos cuerpos son como flores. Naturalezas trans, que tuvo lugar del 9 de febrero al 9 de abril de 2023 en el Espacio Santa Clara, perteneciente al Instituto de la Cultura y las Artes de Sevilla. La exposición buscaba homenajear a las personas trans pioneras en la lucha por los derechos LGBT en España.
En diciembre de ese mismo año Atresmedia lanzó la serie web Vestidas de azul, basada en el documental original y la obra homónima de Valeria Vegas. En la serie la actriz Penélope Guerrero interpreta a Nacha en su juventud.

## Filmografía

### Cine
- Vestida de azul (documental, 1983)
- Los presuntos (Mariano Ozores, 1986)

### Series de televisión
- Alma de mujer (documental, 1983)
- Página de sucesos (1986)
- Vestidas de azul (serie web, 2024)

## Premios
- Premio MuestraT (2022)[10]
- Premio honorífico CinemaTrans (2024)[11]